# Lista de ilhas da Bahia

Mapa com as ilhas da Baía de Todos-os-Santos, e alguns outros acidentes geográficos.

Esta lista de ilhas da Bahia relaciona as ilhas existentes no litoral do estado brasileiro da Bahia. O estado possui diversas ilhas ao longo de seus rios e de seu litoral, as quais se destacam também pelo atrativo turístico e natural, como Ilha de Itaparica, Ilha de Boipeba, ilhas de Abrolhos e Ilha de Comandatuba.

## Abrolhos
O arquipélago de Abrolhos está localizado no município de Caravelas e distante aproximadamente 75 quilômetros da costa da Bahia em meio ao Oceano Atlântico e é composto por cinco ilhas listadas a seguir:
- Guarita
- Redonda
- Santa Bárbara
- Siriba
- Sueste

## Baía de Todos-os-Santos
Maior baía do país e segunda maior do mundo, a Baía de Todos-os-Santos abriga uma série de ilhas, dentre elas três da capital estadual e a maior ilha marítima brasileira. Ao todo são mais de meia centena delas, as quais estão listadas a segui:
- Bimbarras, no município de São Francisco do Conde
- Bom Jesus dos Passos, no município de Salvador[1]
- Cajaíba, no município de São Francisco do Conde[1]
- Canas
- Capeta, no município de Madre de Deus[1]
- Chegado
- Coroa Branca
- Frades, no município de Salvador[1]
- Fontes, no município de São Francisco do Conde[1]
- Grande
- Guarapirá
- Itaparica, dividida pelos municípios de Itaparica e de Vera Cruz[1]
- Madre de Deus, no município de Madre de Deus[1]
- Maré, no município de Salvador[1]
- Maria Guarda, no município de Madre de Deus[1]
- Medo, no município de Itaparica[1]
- Paty, no município de São Francisco do Conde[9]
- Pequena
- Rato, na Enseada dos Tainheiros no município de Salvador
- Vacas, no município de Madre de Deus[1]

## Ilhas daBaía de Aratu
- Ilha de São João
- E outras 34 ilhas

## Arquipélago de Cairu
- Boipeba[1]
- Tinharé[1]
- Manguinhos
- Mucurandiba (Ilha das Cobras)
- E outras 22 ilhas

## Baía de Camamu
A Baía de Camamu é a terceira maior baía brasileira e abriga as ilhas listadas a seguir:
- Ilha Grande de Camamu
- Ilha Pequena de Camamu
- Ilha das Flores
- Ilha do Goió
- Ilha de Quiepe
- Ilha da Pedra Furada
- Ilha de Âmbar[1]
- Ilha do Papagaio, no Canal do Serinhaém[1]

## Litoral de Canavieiras
No litoral de Canavieiras está a foz do Rio Pardo, próximo da qual estão:
- Ilha das Garças
- Ilha de Canavieiras
- Ilha do Atalaia
- E outras ilhas fluviais e mais sete ilhas marítimas.

## Litoral de Porto Seguro
No litoral de Porto Seguro está a foz do Rio Buranhém, próximo da qual estão:
- Ilha Asa Pequena
- Ilha do Pirata
- Ilha do Pacuio

## Rio São Francisco
O Rio São Francisco abriga diversas ilhas fluviais em seu leito, algumas localizadas em território baiano estão listadas a seguir:
- Ilha da Fantasia, no Lago de Sobradinho[1]
- Ilha de Paulo Afonso, no município de Paulo Afonso[1]
- Ilha do Urubu, no município de Paulo Afonso[1]

## Outras
- Ilha Caçumba
- Ilha do Cajueiro
- Ilha de Comandatuba
- Ilha do Conde
- Ilha da Esperança
- Ilha de Santana
- Ilha do Sapinho[1]
- Ilha do Goió[1]
- Ilha Paraíso[1]